# Damson Idris
Damson Alade-Bo Idris (Peckham, Londres, 2 de septiembre de 1991) es un actor británico-nigeriano. Actualmente protagoniza el drama policíaco Snowfall, de John Singleton, que se estrenó el 5 de julio de 2017 en FX e interpretó el papel de coprotagonista en la película de acción y ciencia ficción de Netflix Outside the Wire (2021).

## Educación y primeros años
Idris nació en Peckham, al sureste de Londres, de padres nigerianos, y es de ascendencia nigeriana yoruba. Es el menor de seis hermanos. Jugaba al fútbol y al rugby. En 2002 estrechó la mano de la Reina Isabel II cuando su equipo participó en su Jubileo de Oro. Los hermanos mayores de Idris -tres hermanos y dos hermanas- han seguido carreras empresariales en derecho, negocios e informática. Acabó estudiando arte dramático en la Universidad Brunel de Londres y se licenció con honores en Teatro, Cine y Televisión. Después continuó su formación en la Identity School of Acting de Londres junto a actores de la talla de John Boyega, Letitia Wright y Malachi Kirby.

## Carrera
En Brunel, Idris conoció a la actriz Cathy Tyson, que le animó a conocer a Ade Solanke y a presentarse a una prueba para un papel en su obra Pandora's Box. Consiguió el papel, firmó con un agente y empezó a actuar en más obras. También se formó en la Identity School of Acting, fundada por Femi Oguns. Tras actuar en el Royal National Theatre de Londres, Idris decidió dedicarse a papeles en televisión y cine. Tuvo varios papeles en series británicas como Miranda (2013), Doctors (2015) y Casualty (2015).
El papel revelación de Idris es el de Franklin Saint, un ambicioso traficante de drogas de 19 años en Los Ángeles, en el drama criminal de FX Snowfall, de John Singleton, que se estrenó en julio de 2017. La primera temporada de Snowfall -ambientada en 1983, cuando Estados Unidos está al borde de la epidemia de crack- entrelaza las historias de varios personajes cuyas vidas pronto chocarán a causa de las drogas. Idris hizo una audición a través de un vídeo en Londres antes de volar a Los Ángeles, donde pasó el día con Singleton, que quería asegurarse de que Idris dominaba el acento.  Para practicar su acento estadounidense, trabajó con el rapero WC, que le enseñó no solo el acento auténtico, sino también los gestos propios del centro sur de Los Ángeles. Idris recibió buenas críticas por su interpretación; Malcolm Venable, de TV Guide, lo definió como "nada menos que cautivador". La segunda serie de Snowfall, ambientada en 1984, se estrenó en julio de 2018.
Idris tuvo su primer papel en la gran pantalla en 2016 en el thriller británico City of Tiny Lights, protagonizado por Riz Ahmed. En 2017, debutó en el cine estadounidense en Megan Leavey junto a Kate Mara, que interpreta al personaje principal de la película bélica homónima. Idris también tiene un papel como agente del FBI en la película de 2018 El pasajero, con Liam Neeson; y protagonizó Farming, junto a Kate Beckinsale. Farming es una historia semiautobiográfica del actor nigeriano-británico Adewale Akinnuoye-Agbaje, quien dirigió la película. Idris interpreta al personaje basado en Akinnuoye-Agbaje, quien, como muchos nigerianos a finales del siglo XX, fue "granjeado" a una familia blanca en el Reino Unido con la esperanza de una vida mejor, mientras que Beckinsale retrata a su estricta madre adoptiva. En 2019, Damson ganó el Premio al Mejor Actor en una Película Británica en el Festival de Cine de Edimburgo por su interpretación. También aparece en "Smithereens", el segundo episodio de la quinta temporada de la serie antológica Black Mirror.
En mayo de 2017, Idris ganó el premio "Emerging Talent Award" en la 12.ª edición de los Screen Nation Film and Television Awards en Londres.

## Vida personal
Idris es un devoto aficionado al fútbol y apoya al Manchester United F.C. Ha declarado que su héroe es el actor estadounidense Denzel Washington. En 2017, declaró a la revista Interview: 
"Denzel es fenomenal. Yo no sabía que quería ser actor, pero una vez que lo supe, me fijé en los que la gente decía que eran geniales. Me fijé en a quién quería parecerme. No sólo en la interpretación, sino también en su vida personal. Ser una persona completa, un buen ejemplo de buen gusto, prestigio y clase, eso es lo que realmente perseguía, así que él fue la persona que lo consiguió para mí".
Damson Idris sale actualmente con la modelo estadounidense Lori Harvey.

## Filmografía

### Cine
| Año  | Título                     | Papel           |
| ---- | -------------------------- | --------------- |
| 2016 | City of Tiny Lights        | Hakim           |
| 2017 | Megan Leavey               | Michael Forman  |
| 2018 | El pasajero                | Agent Denys     |
| 2018 | Astral                     | Jordan          |
| 2018 | Farming                    | Enitan          |
| 2021 | Outside the Wire           | Lt. Thomas Harp |
| 2025 | F1                         | Joshua Pearce   |
| 2027 | Children of Blood and Bone | Inan            |

### Televisión
| Año          | Título            | Papel             | Notas                         |
| ------------ | ----------------- | ----------------- | ----------------------------- |
| 2013         | Miranda           | Commuter          | Episodio: "A Brief Encounter" |
| 2015         | Casualty          | Leon James        | Episodio: "Heart Over Head"   |
| 2015         | Doctors           | Krispin Northcote | Episodio: "Surrogate Dad"     |
| 2017–present | Snowfall          | Franklin Saint    | Main cast                     |
| 2019         | The Twilight Zone | Dorian Harrison   | Episodio: "Replay"            |
| 2019         | Black Mirror      | Jaden Tommins     | Episodio: "Smithereens"       |
| 2023         | Swarm             | Khalid            | Episodio: ”Stung”             |

### Teatro
| Año  | Título        | Papel | Teatro                  | Dramaturgo         |
| ---- | ------------- | ----- | ----------------------- | ------------------ |
| 2012 | Khadija Is 18 | Sam   | Finborough Theatre      | Shamser Sinha      |
| 2012 | Pandora's Box | Tope  | Arcola Theatre          | Ade Solanke        |
| 2013 | Ghost Town    | Joe   | Pilot Theatre           | Jessica Fisher     |
| 2013 | The DugOut    | Leo   | Tobacco Factory Theatre | Amanda Whittington |
| 2014 | Hotel         | Other | Royal National Theatre  | Polly Stenham      |